# Àcid fenilarsònic
Àcid fenilarsònic (en anglès:Phenylarsonic acid,PhAsO₃H₂) és el compost químic amb la fórmula química C₆H₅AsO(OH)₂. És un sòlid incolor derivat de l'àcid arsènic, AsO(OH)₃, on un grup OH s'ha substituït per un grup fenil. Aquests compost és un agent tamponador i precursor d'altres compostos organoarsènics, alguns dels quals es fan servir en la nutrició animal.

## Preparació
El PhAsO₃H₂ es pot preparar mitjançant diverses vies, però una de comuna és amb el tractament de sals de fenil diazoni amb arsenit en presència de coure (III) comcatalitzador.
C₆H₅N₂+ + NaAsO₃H₂ → C₆H₅AsO₃H₂ + Na+ + N₂
Va ser obtingut per primera vegada per Michaelis i Loenser.